# Emanuele Duni
Emanuele Duni (Matera, 24 marzo 1714 – Napoli, novembre 1781) è stato un giurista e filosofo italiano.

## Biografia
Figlio di Francesco, maestro di cappella della cattedrale di Matera, e fratello dei compositori Egidio Romualdo ed Antonio, nell'ambiente familiare imparò la musica scrivendo anche alcune composizioni da gravicembalo, pur se non seguì le orme dei fratelli maggiori in campo musicale, e fu avviato agli studi religiosi nel Seminario della città di Matera. Laureatosi in giurisprudenza presso l'Università di Napoli nel 1742, tornò a Matera dove aveva già intrapreso la pratica di avvocato presso la Regia Udienza e dove, chiamato dall'arcivescovo Vincenzo Lanfranchi, fu insegnante presso il Seminario; lo stesso Palazzo del Seminario divenne in seguito sede del Liceo Classico di Matera, che fu a lui intitolato. Dopo la morte del padre, lasciò la sua città natale trasferendosi dapprima a Napoli e successivamente a Roma.
Presso l'Università degli Studi La Sapienza fu docente di diritto canonico e di diritto civile, e nel 1752 pubblicò la sua prima opera, un Commentarius in cui esponeva la dottrina giuridica del codicillo, con una dedica a Papa Benedetto XIV che in seguito lo sostenne nella sua nomina alla cattedra universitaria; a Roma entrò in contatto con le opere di Giambattista Vico, del quale divenne un convinto sostenitore.
Eleggendo il Vico a suo maestro, il Duni si propose di realizzare un programma di diritto universale come fonte di tutte le leggi e costumi umani; partendo dalla sua formazione cattolica, il Duni credeva in Dio creatore del mondo e suo legislatore, e non distinse l'etica e la giurisprudenza considerandole integrative in quanto tendenti allo stesso fine, cioè a dare il senso della vita, e quindi facenti parte entrambe della filosofia. Nacque così nel 1760 il Saggio sulla giurisprudenza universale, sua opera fondamentale, dedicato al promotore della politica riformatrice del Regno meridionale, il ministro Bernardo Tanucci; il Saggio indicava esclusivamente nel vero il principio unitario delle conoscenze umane, a cui ricondurre anche la fondazione delle scienze morali. Il bene o vero morale, che differisce dal vero metafisico perché comporta anche l'elezione volontaria del vero conosciuto, si esprime come onestà e come giustizia; la morale propone l'honestum, cioè il bene secondo coscienza, e opera dall'interno, invece il diritto indica la via per andare al giusto, regolando i rapporti tra gli individui e quindi la vita sociale.
Successivamente al Saggio, il Duni scrisse nel 1763 un'opera sul rapporto tra filosofia e filologia nell'ambito della storia di Roma, ed in seguito una Risposta ai dubbi proposti dal signor Gianfrancesco Finetti in cui polemizzava contro il Finetti difendendo la memoria del Vico. Nel 1775 pubblicò a Napoli la Scienza del costume o Sia sistema del diritto universale dedicata al cardinale Leonardo Antonelli, in cui proseguiva l'opera iniziata con il Saggio del 1760; proprio a Napoli morì nel 1781, durante un breve soggiorno, e fu sepolto nella chiesa di San Marco, dove suo fratello Saverio fece incidere un epitaffio.

## Opere
- De veteri ac novo iure codicillorum commentarius (1752)
- Saggio sulla giurisprudenza universale (1760)
- Origine e progressi del cittadino e del governo civile di Roma (1763)
- Scienza del costume o sia sistema del diritto universale (1775)